# Александровський Лужок
Алекса́ндровський Лужо́к (рос. Александровский Лужок, ерз. Александровский Лужок) — селище у складі Ромодановського району Мордовії, Росія. Водить до складу Салминського сільського поселення.

## Населення
Населення — 3 особи (2010; 7 у 2002).
Національний склад (станом на 2002 рік):
- росіяни — 100 %